# Félix Bracquemond
Félix Bracquemond (Parigi, 28 maggio 1833 – Sèvres, 27 ottobre 1914) è stato un pittore francese. 
È conosciuto anche come Auguste Joseph Bracquemond; svolge un ruolo essenziale nel rinnovamento dell'arte delle incisioni incoraggiato da Édouard Manet, Edgar Degas e Camille Pissarro a utilizzare questa tecnica.

## Biografia
Bracquemond inizia a lavorare come apprendista staffiere in un maneggio, in seguito viene assunto in un laboratorio di litografia dove lucida etichette e immagini religiose. Viene notato da Joseph Guichard, allievo di Ingres, che lo accoglie come allievo nel suo studio, dove produce alcune opere tra le quali, all'età di diciannove anni, un ritratto di sua nonna che, esposto al Salon, attira l'attenzione di Théophile Gautier. Nel 1869 sposò Marie Anne Caroline Quivoron, che assunse il nome di Marie Bracquemond, pittrice di notevoli capacità, anche lei allieva di Ingres, che sarà per lui un validissimo aiuto.

### L'incisore
L'opera pittorica di Bracquemond è assai ridotta e comprende soprattutto dei ritratti: quello di Horace de Montègre (fondatore del positivismo con Émile Littré et Auguste Comte), di Paul Meurice e di Auguste Vacquerie. Ma, come detto, la pittura gli interessa meno dell'incisione ed egli fonda la maggior parte delle sue conoscenze tecniche sull'Encyclopédie e lavora per molto tempo come autodidatta.
Nel 1856 Edmond de Goncourt diventa molto amico di Bracquemond con il quale condivide l'amore per l'arte giapponese e sarà proprio Bracquemond il primo a scoprire una raccolta di Hokusai.
Félix Bracquemond produce innumerevoli incisioni fra le quali ritratti, paesaggi, scene di vita quotidiana, uccelli e anche numerose riproduzioni di opere d'arte d'altri artisti, soprattutto per Jean-Louis-Ernest Meissonier, Gustave Moreau e Jean-Baptiste Camille Corot.
Egli entra nell'ambiente letterario grazie a Auguste Poulet-Malassis, editore di Charles Baudelaire con il quale Bracquemond stringe un legame d'amicizia; diventerà anche amico di Théodore de Banville, Jules Barbey d'Aurevilly, Félix Nadar e di tutta l'intelligenzia della Nouvelle Athènes.
Nel giugno 1862 si unisce alla Société des aquafortistes, fondata dall'editore Alfred Cadart con la collaborazione del tipografo Auguste Delâtre.
Da lui consigliati, Jean-Baptiste Camille Corot, Jean-François Millet, Édouard Manet, Edgar Degas, Camille Pissarro iniziano a praticare l'incisione e Bracquemond aiuta Manet per la realizzazione delle sue acqueforti di Olympia e L'Homme mort.
Nel 1888, Auguste Lepère fonda con Félix Bracquemond, Daniel Vierge e Tony Beltrand, la rivista L'Estampe originale con lo scopo di interessare gli artisti e gli appassionati ai nuovi procedimenti e tendenze dell'incisione, soprattutto per ciò che riguarda il colore, e Henri Rivière realizza a partire da questa data e fino al 1992 «Les Trente-six vues de la Tour Eiffel» (Le trentasei vedute della torre Eiffel) con Gauguin o Émile Bernard; fino a che Toulouse-Lautrec rivoluziona a sua volta l'arte dei manifesti pubblicitari.
Bracquemond si dedica all'incisione fino al 1853.
Dopo un breve periodo presso una manifattura di porcellane a Sèvres nel 1870, accetta un posto come direttore artistico presso l'atelier parigino di Haviland de Limoges.
Muore nel 1914.

## Musei
- Detroit Institute of Arts, Michigan;
- Fine Arts Museums of San Francisco;
- Museum of Fine Arts, Boston;
- National Gallery of Art, Washington;
- National Gallery of Canada, Ottawa;
- Art Gallery of New South Wales, Sydney (Australia);
- Cleveland Museum of Art, Ohio;
- Dalhousie University Art Gallery, Halifax (Canada);
- Musee Jenisch, Vevey (Svizzera);
- Museum of the Rhode Island School of Design;
- Filadelfia Museum of Art;
- Pomona College Museum of Art, California;
- University of Cincinnati Galleries, Ohio;

## Galleria d'immagini

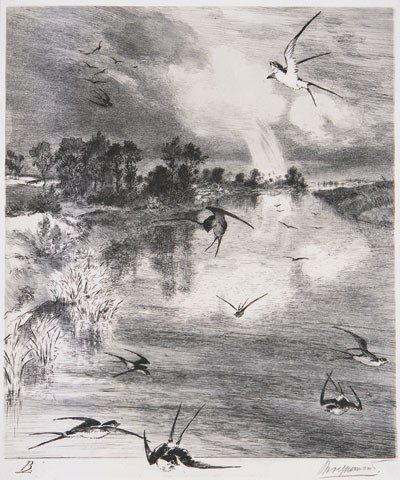
Le rondini
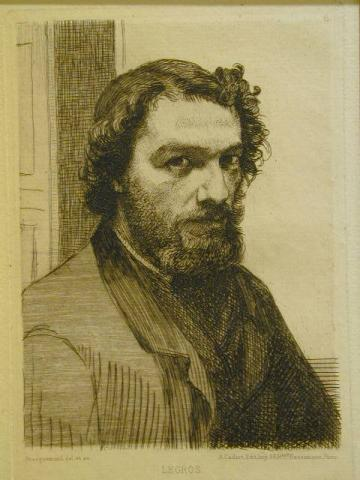
Ritratto di Alphonse Legros
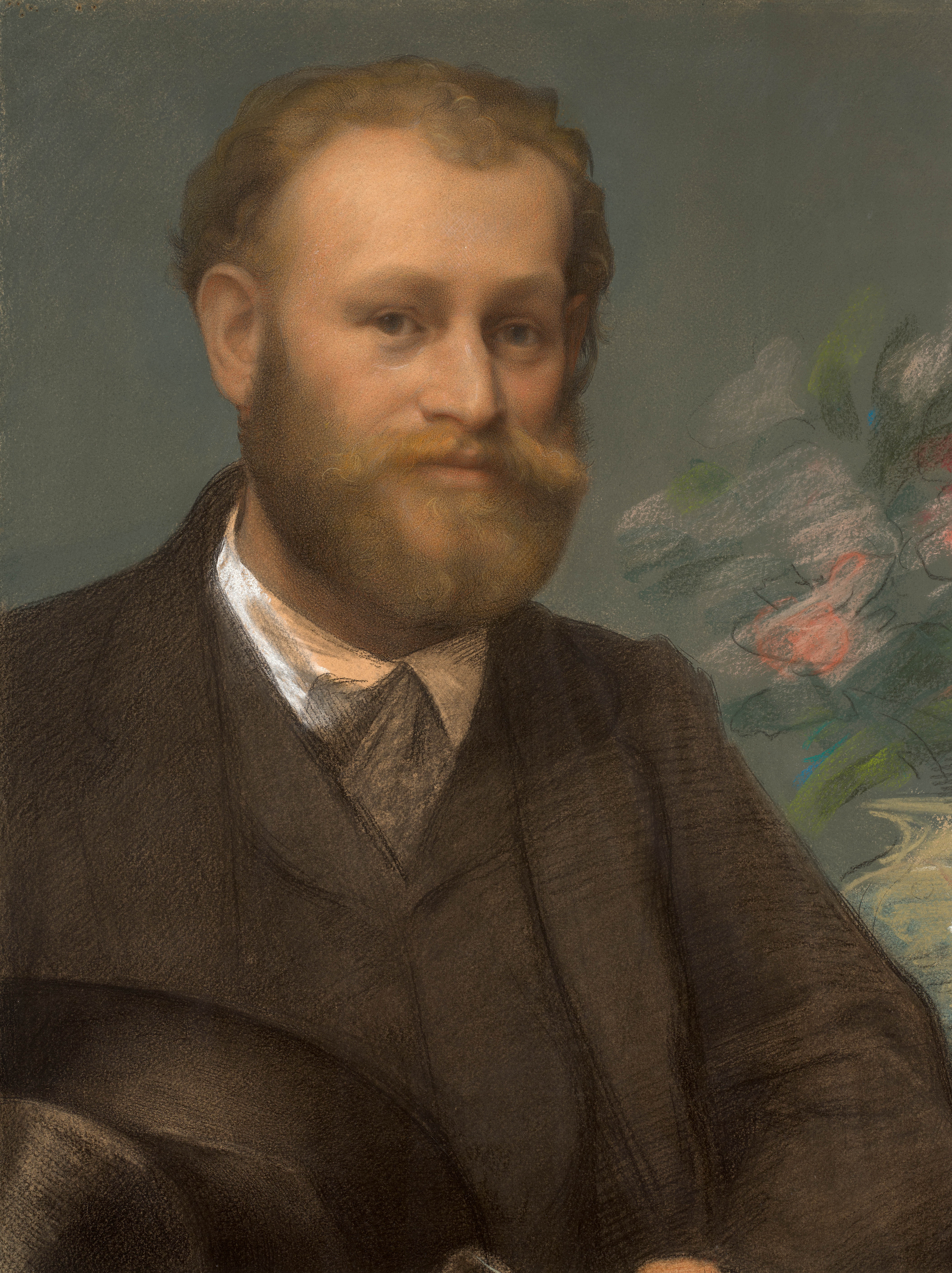
Ritratto di Édouard Manet, 1864
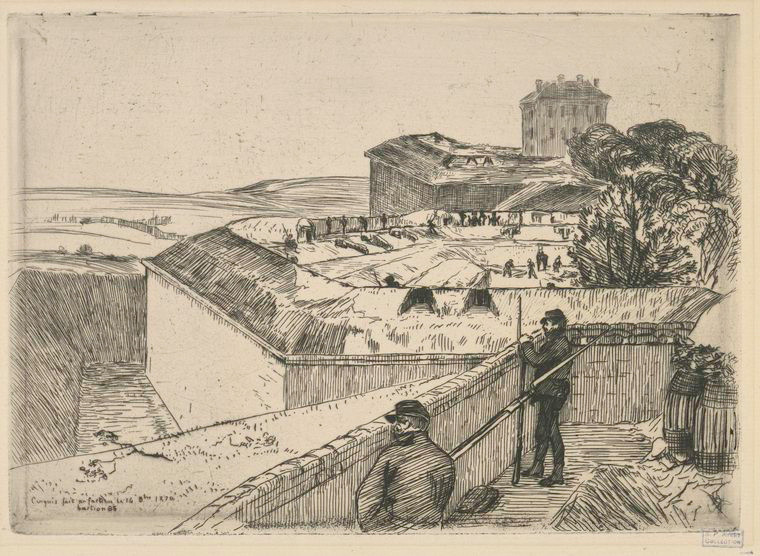
Il bastione, 1870